# Beuvrages
Beuvrages és un municipi francès, situat a la regió dels Alts de França, al departament del Nord. L'any 2007 tenia 6.986 habitants. Limita al nord-est amb Bruay-sur-l'Escaut, al sud amb Anzin, al nord-oest amb Raismes.

## Demografia
| 1962                                       | 1968  | 1975  | 1982  | 1990  | 1999  | 2006  |
| ------------------------------------------ | ----- | ----- | ----- | ----- | ----- | ----- |
| 4.718                                      | 8.042 | 8.485 | 8.560 | 8.042 | 7.643 | 7.071 |
| Des de 1962: població sense dobles comptes |       |       |       |       |       |       |

## Administració
| Període | Identitat       | Partit        |
| ------- | --------------- | ------------- |
| 2001-   | André Lenquette | Divers gauche |